# Représentations du groupe des quaternions
Cet article court présente un sujet plus développé dans : Groupe des quaternions#Représentations rationnelles et réelles et Groupe des quaternions#Représentations complexes.
En mathématiques les représentations du groupe des quaternions sont un exemple de représentations d'un groupe fini. En caractéristique différente de 2, leur étude se ramène à celle des représentations irréductibles (d'après le théorème de Maschke) et les sous-algèbres correspondantes de l'algèbre du groupe sont simples.
Sur le corps des nombres complexes, il existe cinq représentations irréductibles, que les caractères mettent rapidement en évidence.
Sur le corps des nombres réels, il existe aussi cinq représentations irréductibles. Pour l'une d'entre elles, la sous-algèbre simple correspondante est un corps gauche (c'est-à-dire non commutatif). Cette propriété est maintenant la principale utilisée pour construire les corps gauches[réf. souhaitée] ; c'est l'une des méthodes fondamentales de la théorie des corps.